# 張安樂國會示威事件
張安樂國會示威事件，於2014年4月1日在台灣的示威事件。主事者張安樂為現任中華統一促進黨總裁、前竹聯幫大老。於當日企圖領導支持者，进入立法院議場，以抵制佔領國會的太陽花運動。

## 參與者
- 中華統一促進黨及張安樂支持者
- 張馥堂：前板橋市市長及中國國民黨黨員
- 王炳忠：新黨黨員
- 幫派份子（四海幫、竹聯幫及松聯幫）[1]

## 經過

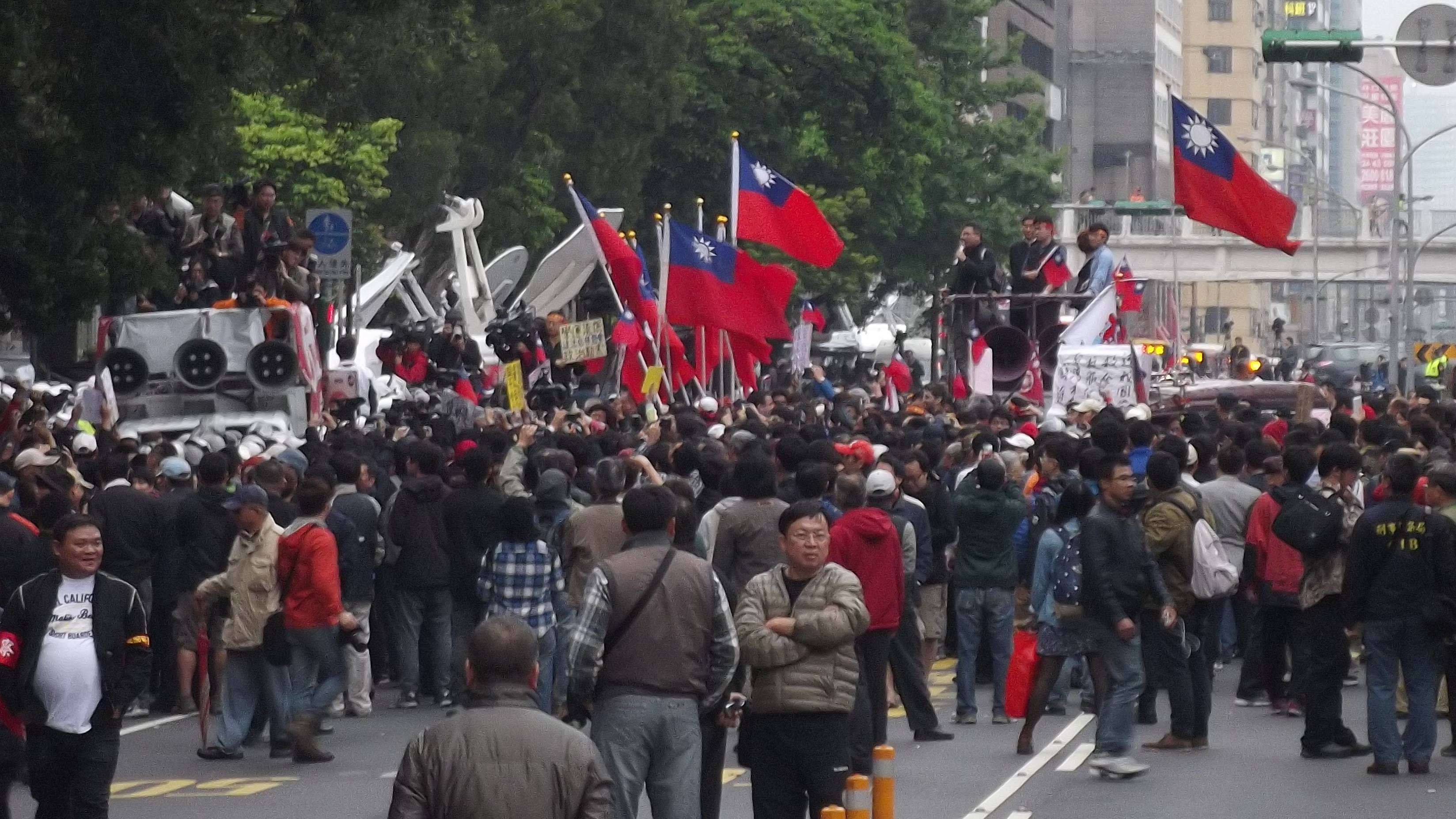
張安樂率中華統一促進黨員及反對佔領國會的民眾，到場向反服貿群眾示威喊話。

2014年3月31日，張安樂揚言，翌日(4月1日)要到立法院示威。2014年4月1日下午13時30分左右率領統一促進黨黨眾及勞工福利促進會的人員，以及支持者共約千餘人至立法院前，發表20分鐘演說，並與反服貿民眾發生口角，雙方爆發推擠衝突，其中一名男學生遭民眾毆打，場面十分混亂。
張安樂表達希望反服貿學生結束佔領立法院，不要「自愚愚人」。支持学运人士與张安乐互相叫囂、辱罵；而後，張安樂以臺語粗話痛罵民進黨籍臺北市議員王世堅與抗議人士，又表示「你們都是中國人幹出來」，引發支持學運人士反感。

## 台北市政府回應
2014年4月1日上午，台北市長郝龍斌針對張安樂力挺台灣勞工福利聯盟發起的千人「挺服貿」活動，表示尊重任何人表達意見的權利，但是必須是在相關法律規範的範圍之內，同時希望整個活動可以非常理性、和平的結束。
2014年4月2日上午，郝龍斌重申，只要依照相關規定申請，整個活動過程中間沒有違反相關集會遊行規定，台北政府都尊重民眾表達意見的權利。
然而張安樂卻未提出集會遊行申請，北市府發言人張其強對此指出，張確實未提出集會遊行申請，但據警方掌握資料，張主要是打算前往立法院向王金平陳情，訴求內容不清楚，因此與學生接觸只是行走經過路線，市府考量其將穿越反服貿學生，擔憂雙方發生衝突，進而動員優勢警力區隔兩派人馬，最後張受到阻擋不得其門進入立院，只能停留在門外，不能算是集會遊行，所以不違法。

## 台灣勞工福利聯盟
由數名支持張安樂至立法院抗議學運的工會理事長，以個人名義聚集，臨時取的團體名稱。成員包括台北捷運工會理事長王裕文、航空工會聯合會理事長李昭平、台北市旅遊業工會理事長馬潮、臺北自來水事業處企業工會理事長羅煥禎及台北市總工會理事長蔡宏駿等。召集人為王裕文。雖然成員均為工會理事長，但強調是以個人名義反反服貿。

## 後續影響
- 因為張安樂曾經到立法院外向學運嗆聲，引發當時擔任中正一分局長的方仰寧和台大生洪崇晏互嗆誰是小孬孬，甚至還發生411包圍中正第一分局事件，張安樂認為到底誰是「小孬孬」並不重要，重要的是社會姑息這一整個脫序行為，在體制被破壞之後，警察反倒成了弱勢族群，他很替局長方仰寧抱屈。[17]
- 由於反服貿人士認為「張安樂行為違法，台北市長郝龍斌卻默許甚至北市府發言人張其強為張護航」，引發了後續的「路過」效應。[18]